# (161815) 2006 WK30
(161815) 2006 WK30 est un astéroïde de la ceinture principale, découvert à l'observatoire du Cégep de Trois-Rivières (924) à Champlain (Québec) par les astronomes trifluviens Éric J. Allen et Claude Champagne le 24 novembre 2006. Il porte le numéro 161815 et sa désignation provisoire est 2006 WK30.